# Kassai IV. járás

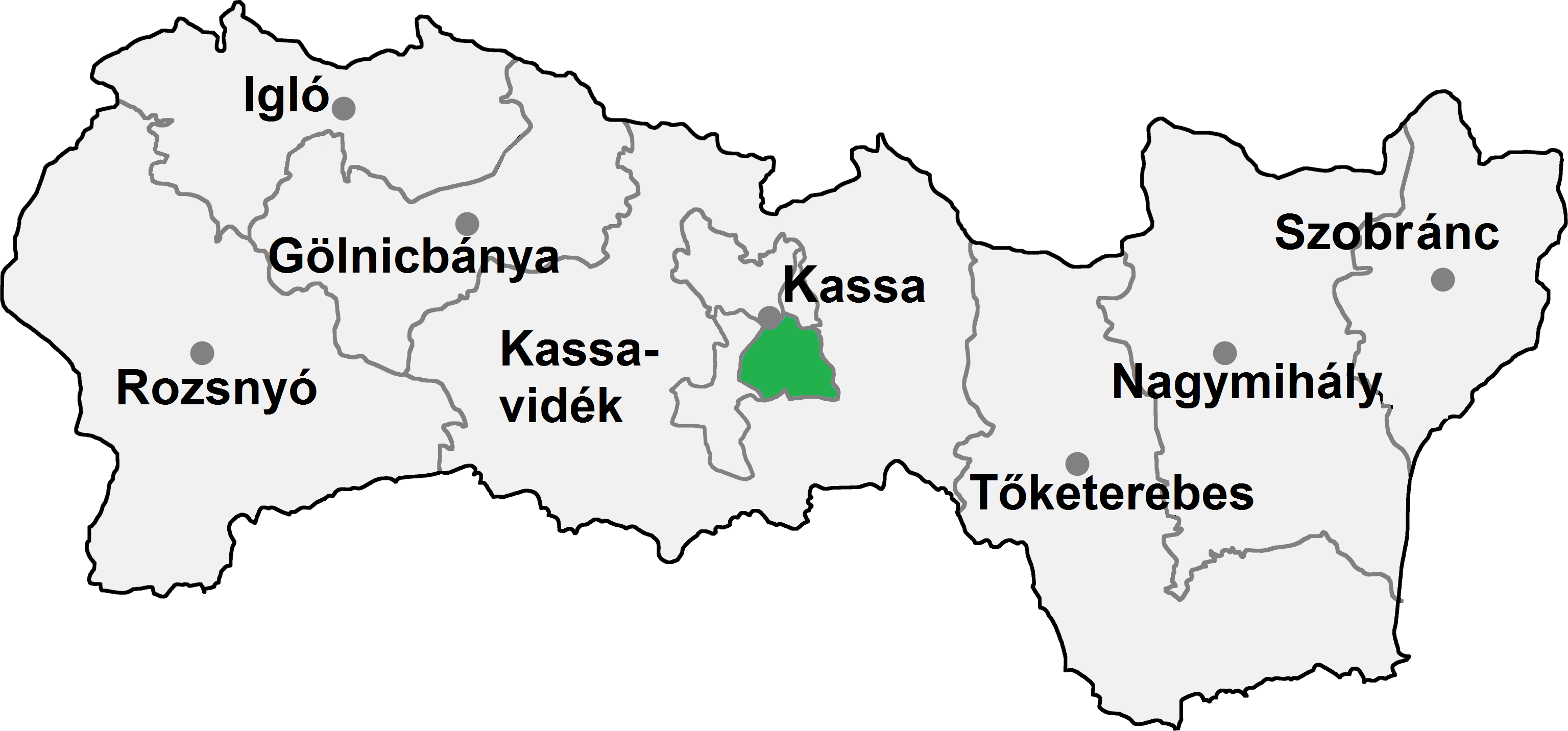
A Kassai IV. járás

A Kassai IV. járás (Okres Košice IV.) Szlovákia Kassai kerületének közigazgatási egysége. Területe 59 km², lakosainak száma 57 236 (2001), székhelye Kassa (Košice). 

## Népessége
| Év:            | 1994.  | 2004.   | 2014.   | 2024.   |
| -------------- | ------ | ------- | ------- | ------- |
| Emberek száma: | 60 781 | 56 634  | 59 729  | 55 825  |
| Eltérés:       |        | -6,82 % | +5,46 % | -6,53 % |

| Év:            | 2023.  | 2024.   |
| -------------- | ------ | ------- |
| Emberek száma: | 56 143 | 55 825  |
| Eltérés:       |        | -0,56 % |

## A Kassai IV. járás települései
- Abaszéplak (Krásna)
- Bárca (Barca)
- Kassa-Dél (Juh)
- Szilvásapáti (Vyšné Opátske)
- Tóvárosi lakótelep (Nad jazerom)
- Zsebes (Šebastovce)